# Montcau
Montcau är ett berg i Spanien.   Det ligger i provinsen Província de Barcelona och regionen Katalonien, i den östra delen av landet, 500 km öster om huvudstaden Madrid. Toppen på Montcau är 697 meter över havet.
Terrängen runt Montcau är kuperad.Runt Montcau är det ganska tätbefolkat, med 60 invånare per kvadratkilometer. Närmaste större samhälle är Granollers, 16,6 km söder om Montcau. I omgivningarna runt Montcau växer i huvudsak blandskog.